# Xert (kommun)
Xert är en kommun i Spanien.   Den ligger i provinsen Província de Castelló och regionen Valencia, i den östra delen av landet, 300 km öster om huvudstaden Madrid. Antalet invånare är 873. Arean är 83 kvadratkilometer. Xert gränsar till Canet lo Roig, Catí, La Jana, Morella, La Salzadella, Sant Mateu, Tirig och Vallibona. 
Terrängen i Xert är kuperad åt nordväst, men åt sydost är den platt.